# 福州商务总会旧址
福州商务总会旧址，位于中国福建省福州市台江区上杭路，清光绪三十一年（1905年）由福州富商张秋舫等首倡，组织“福州商务总商会”。由商帮集资购买地皮1070平方米，于清宣统三年（1911年）在此兴建砖木结构八角亭等。亭旁有花厅、假山等，组成木构建筑群。2009年11月16日公布为第七批福建省文物保护单位。